# Pierre Richet
Ne doit pas être confondu avec Pierre Riché.
Pierre Richet à l'OCCGE
Pierre Richet, né le 1er novembre 1904 dans le 2e arrondissement de Paris (France) et mort le 27 janvier 1983 à Saint-Mandé (France), est un médecin militaire français dont la carrière a été marquée par deux guerres (Seconde Guerre mondiale et Guerre d'Indochine) et trois grandes maladies endémiques africaines (maladie du sommeil, lèpre et onchocercose) aux conséquences sanitaires et socioéconomiques dramatiques à l'époque. Initiateur et premier Secrétaire général de l'Organisation de coopération et de coordination pour la lutte contre les grandes endémies (OCCGE), il est considéré comme le père fondateur des programmes de lutte visant à l'éradication de l'onchocercose en Afrique de l'Ouest.

## Famille et jeunesse
Né de parents postiers, il perd très jeune son père et est élevé par une tante à Niort (Deux Sèvres). Boursier, il suit sa scolarité au Lycée Fontanes de Niort, passe ses deux baccalauréats à Poitiers (Vienne) en 1921 et 1922. Toute sa vie, il se souviendra des dures années d'internat pendant la Première Guerre mondiale. Marié, il a eu deux enfants.

## Études
Il prend en 1923 un emploi de maître d'internat (surveillant) au lycée de Limoges (Haute Vienne) ville dans laquelle il valide son certificat d'études physiques, chimiques et biologiques (dit PCB) nécessaire pour pouvoir intégrer une faculté de médecine. En 1924, il suit les cours de l'École annexe préparatoire de Rochefort et est admis à l'École principale du Service de santé de la Marine de Bordeaux en 1925.
Après 4 années d'études, et un accident de voiture lors d'un remplacement de médecin dans la Haute-Vienne, il soutient en retard sa thèse le 21 décembre 1929. En 1930 il rejoint l'École du Pharo à Marseille (Promotion Clarac), où pendant 10 mois il se forme à la médecine tropicale et aux conditions si particulières d'exercice de celle-ci en Afrique. En attendant sa première affectation ultramarine, il est d'abord affecté au Dépôt des isolés de Fréjus (Var).

## Carrière et œuvre scientifique

### Une longue décennie d'apprentissage
De 1931 à 1942, le jeune médecin lieutenant (puis capitaine) découvre l'Afrique successivement à Gouré puis N'Guigmi (Niger) aux confins du lac Tchad, puis à Tenkodogo et enfin à Bobo Dioulasso (Haute-Volta, aujourd'hui Burkina Faso) au cours de trois séjours entrecoupés d'une affectation de près de 2 ans à l'Hôpital militaire Saint-Nicolas de Bordeaux qu'il va mettre à profit pour approfondir ses connaissances en pathologie infectieuse et médecine générale. Il s'y prend d'une indéfectible affection pour les Africains et les tropiques enchantés qu'il illustre bien plus tard dans la relation d'un souvenir tant chirurgical que sociologique autour d'un cas d'éléphantiasis filarien mémorable.
Cette période est d'abord marquée par sa rencontre avec Eugène Jamot à N'Guigmi en 1933 Celui qui depuis 1917 combat la maladie du sommeil et a inventé la médecine mobile en Afrique francophone, est de passage dans la région pour prospecter toute la population. C'est le premier contact de Pierre Richet avec l'homme, mais surtout avec sa doctrine, qui va définitivement le marquer et faire de lui un de ses principaux protagonistes bien au-delà de la seule lutte contre la maladie du sommeil.
C'est ensuite entre 1936 et 1938, alors qu'il prospecte les deux grands foyers de trypanosomiase des Boussanga de Garango qu'il va éteindre en deux ans de prospections soigneuses, qu'il découvre l'énorme foyer d'onchocercose du bassin de la Volta Blanche. Il inventorie le foyer, mais aussi il y fait de minutieuses descriptions cliniques qui viennent compléter une maladie décrite depuis 1907 au Congo Belge (actuellement République démocratique du Congo), reconnue dans toute l'Afrique équatoriale mais encore peu étudiée et reconnue en Afrique occidentale. Son apport à l'individualisation clinique de la gale filarienne et à la prise de conscience du risque oculaire sont déjà importants. À cette époque il n'y a pas de traitement médical de ce qu'on appelle aussi la cécité des rivières, il n'y a pas de traitement insecticide contre l'insecte vecteur de la maladie, la simulie, et Pierre Richet n'oubliera jamais cette impuissance.
Repéré par ses supérieurs, il est ensuite affecté comme adjoint du Médecin colonel Gaston Muraz au tout nouveau Service général autonome de la maladie du sommeil (SGAMS) créé le 20 janvier 1939 pour l'Afrique Occidentale française (AOF) et le Togo. Le SGAMS est basé à Bobo Dioulasso qui devient le centre historique de la lutte contre la maladie du sommeil pour toute l'Afrique Occidentale Française et le Togo. Les trois années qui suivent sont autant harassantes que passionnantes pour Pierre Richet, car aux 300.000 sommeilleux à traiter d'urgence, Gaston Muraz ne peut opposer qu'un nombre en constante diminution de médecins de plus en plus rappelés pour les besoins du soutien des armées en guerre. En 1941, Pierre Richet est promu commandant et lorsque Muraz est désavoué, il demande sa mutation au secteur de Diébougou en pays Lobi, il n'y reste que quelques mois avant de rejoindre le Maroc comme médecin-chef du 6e régiment de tirailleurs sénégalais.

### Une décennie combattante
À l'été 1942 Pierre Richet est au Maroc, où il sert dans l'Armée d'Afrique, il y organise le soutien médical de son régiment au combat avec lequel il progresse vers l'Est. En avril 1943 il est affecté aux Corps francs d'Afrique, qui combattent dans les forces Alliées et entre à Bizerte (Tunisie). Après ce fait d’armes, les Corps francs d’Afrique se désolidarisent de l’armée d’Afrique du Nord et passent aux Forces françaises libres (FFL). Pierre Richet entraîne dans ce mouvement tous ses médecins, lui même s’enrôle sous le numéro FFL 18643. Pierre Richet dont les qualités d’organisateur sont vite reconnues deviendra le chef du Service de santé de la Deuxième division blindée du Général Leclerc créée en août 1943 à partir de la Force L,.
En septembre 1943, le Médecin lieutenant colonel Richet prend la tête du 13e Bataillon médical, entièrement équipé sur le modèle américain, qui constitue la chefferie du service de santé de la division. En avril 1944 il est en Angleterre et débarque en Normandie avec la division le 1er août 1944. Pierre Richet participe alors à l'épopée de la Campagne de France, non seulement en organisant et dirigeant le service de santé divisionnaire mais aussi en se portant à chaque engagement aux points les plus exposés ce qui lui vaudra d'être cité en France et aux États-Unis,. Le 25 août, à Paris, alors que Leclerc doit recevoir la reddition de Von Choltitz, celui-ci fait un malaise cardiaque et c'est Pierre Richet qui le réanime,. S'ensuivront la bataille des Vosges, la libération de Strasbourg, la réduction de la poche de Royan, et enfin la campagne d'Allemagne qui verra Pierre Richet aux côtés de Leclerc à Berchtesgaden  au moment de la capitulation de l'Allemagne (p. 39-48).
En juin 1945, Leclerc est chargé d'organiser et d'instruire le Corps expéditionnaire qui doit partir en Indochine. Le Médecin lieutenant-colonel Pierre Richet doit en préparer le service de santé. En mars 1946, promu médecin-colonel, il est à Saïgon, successivement médecin-chef de la place, chef d'État-major du directeur du service de santé des Troupes françaises d'Extrême Orient, directeur du service de santé des troupes françaises d'Indochine du Sud. La mission est délicate car les services de santé tant civil que militaire sont désorganisés, les matériels hétéroclites, les formations sanitaires pillées. Il installe à Cholon l'hôpital d'évacuation mobile 415, et créé l'annexe-hôpital de Gia-dinh. Mais surtout il adapte les structures sanitaires à la guerre des rizières qui nécessite des moyens légers et souples sans rapport avec les équipements arrivant d'Europe, c'est ainsi qu'est mis au point le concept d'Antenne chirurgicale avancée (ACA, purement dédiée aux soins chirurgicaux) et d'Équipe chirurgicale mobile (ECM, cette dernière disposant de plus d'une équipe médicale). Ces ECM permettaient de plus de développer de nouveau les activités de l'Assistance médicale indigène, dont Richet était le responsable, au fur et à mesure de l'avancée des forces françaises.
En 1949, il est à Paris où il suit le Grand cours de l'Institut Pasteur.
En février 1950, il est de retour en Indochine, cette fois sous les ordres du Général de Lattre de Tassigny. Il est alors chef du service de santé des Forces terrestres du Nord-Vietnam. Alors que la situation militaire se complique avec l'arrivée sur la frontière sino-vietnamienne des troupes communistes de Mao Zedong assurant un soutien en profondeur aux unités viet-minh, Pierre Richet n'hésite pas à être présent au plus près des combats. C'est là qu'il rencontrera près de Langson, René Labusquière, son cadet de 15 ans qui deviendra son alter ego en Afrique.
Il quitte l'Indochine en décembre 1952.

### La fin de la médecine coloniale
Pierre Richet retrouve l'Afrique en juillet 1953. Depuis la Conférence de Brazzaville, le SGAMS a changé. En effet devant les succès remportés face à la maladie du sommeil, il est apparu que les équipes mobiles de prospection peuvent et doivent diversifier leurs activités, devenir polyvalentes et s'attaquer à d'autres grandes endémies. Le service se mue alors en Service général d'hygiène mobile et de prophylaxie (SGHMP) l'un en AOF et l'autre en AEF. C'est de ce dernier que Pierre Richet est nommé directeur en octobre 1953. Dès son arrivée à Brazzaville, il élargit le champ d'activité des équipes en l'ouvrant à la lutte contre la lèpre. En effet la mise à disposition d'un nouveau médicament, la disulone, permet d'appliquer à la lutte contre cette maladie les principes que Jamot a mis au point pour la trypanosomiase. Pierre Richet et celui qui applique à la lèpre la Méthode Jamot en inventant les "circuits en marguerite" où chaque infirmier effectue quotidiennement une prospection dans un circuit en forme de pétale, administrant le médicament aux malades de plusieurs villages avant de revenir au chef-lieu le soir pour repartir suivre un autre pétale le lendemain, et ainsi de suite pour un traitement bimensuel. C'est l'époque où commence entre Pierre Richet et Raoul Follereau une coopération qui durera un quart de siècle. C'est aussi à cette époque que Pierre Richet développe sa méthode de recherche de financements et de coopération entre les partenaires nationaux et internationaux qui va s'avérer aussi fructueuse qu'indispensable avec le désengagement progressif de la métropole coloniale. Il commence avec le Fonds d'investissement pour le développement économique et social (FIDES) puis l'UNICEF et bientôt l'Organisation mondiale de la santé (OMS). Le travail est de longue haleine car il faut deux années de traitement assidu pour déclarer un patient guérit. Mais au bout de cinq ans, le nombre de patients dépistés est passé de 40.000 à 150.000 et celui des traités de 6.000 à 130.000 à raison d'un million de flacons de disulone et 7 millions de comprimés de sulfones par an.

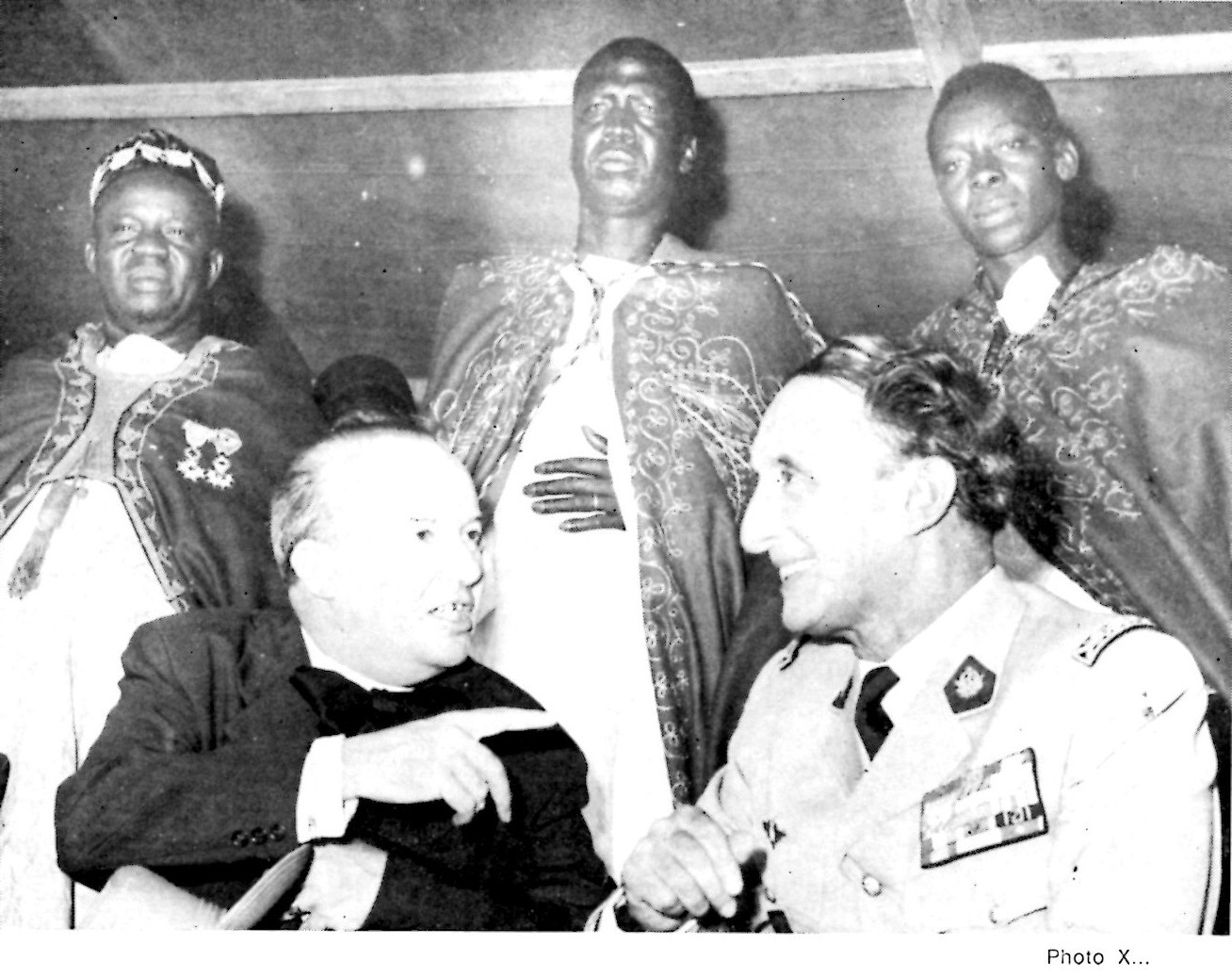
Pierre Richet et Raoul Follereau

Mais en Afrique équatoriale, Pierre Richet va reprendre ses recherches sur l'onchocercose. En effet, la guerre a aussi apporté son lot d'avancées techniques dorénavant utiles pour des projets pacifiques. Des insecticides puissants sont apparus (DDT, Lindane, etc.) et sont disponibles à condition d'apprendre à les utiliser face à des insectes différents de ceux rencontrés sur les champs de bataille de l'Europe et du Pacifique. De même les premiers médicaments anti-parasitaires sont disponibles à l'encontre des filaires adultes comme de leurs embryons. Pierre Richet systématise dans tous les secteurs les prospections afin d'établir une première cartographie de l'endémie filarienne en AEF. C'est ainsi qu'il s'intéresse tout particulièrement à la région tchadienne du Mayo-Kebbi dans laquelle la prévalence de la maladie et de ses complications aveuglantes (cécité des rivières est le synonyme d'onchocercose) sont déjà dramatiques,Il fait alors réaliser les premières évaluations entomologiques inaugurant sa longue collaboration avec l'ORSTOM. Entre février et mai 1955 il y fait conduire la première campagne d'épandage aérien d'insecticides à grande échelle, mixant traitement contre les simulies adultes dans les galeries forestières, contre leurs larves dans les cours d'eau, ablation chirurgicale des kystes onchocerquiens des patients et traitement médicamenteux. Les résultats sont spectaculaires, mais très temporaires, et après quelques mois les simulies envahissent de nouveau la zone en provenance des régions proches non traitées. Pierre Richet en tire la leçon très pragmatique de l'insuffisance des études préalables, tant entomologiques, qu'hydrogéologiques et médicales. On ne l'y reprendra plus !
En 1955, Pierre Richet est promu Médecin général et devient cette fois directeur du Service général d'hygiène mobile et de prophylaxie d'AOF. A la lutte contre l'historique maladie du sommeil et à celle contre la lèpre, se sont donc ajoutées l'onchocercose, le paludisme et les vastes programmes de vaccination contre la variole et la fièvre jaune. Pierre Richet développe ici le concept à partir du centre de référence de Bobo-Dioulasso (qui deviendra Centre Muraz) qu'il dote successivement de plusieurs laboratoires préfigurant un vrai centre de recherches et où il crée l'École Jamot qui forme chaque année plus d'une centaine d'infirmiers spécialisés pour le service des équipes mobiles. En 1957, l'indépendance des pays francophones ouest-africains approche et les services fédéraux comme le SGHMP se transforment pour se préparer à la répartition de leurs compétences en 8 services nationaux. Ainsi en 1957, est créé le Service commun de lutte contre les grandes endémies et les 8 services nationaux correspondant. Pierre Richet en est à Dakar le conseiller. D'emblée il propose et milite pour la création d'une direction supranationale de ces services car comme il le répète "les grandes endémies n'ont pas de frontières, et bacilles, virus, glossines, anophèles et simulies se jouent des particularismes locaux". Pendant deux ans il parcourt toutes les jeunes capitales, distribue un document programmatique d'une centaine de pages et tente de convaincre les nouveaux dirigeants à cette idée,. En 1959, il est de retour à Paris devenant Inspecteur technique de la médecine tropicale.

### L'OCCGE ou l'apothéose d'une carrière
Ses efforts aboutissent le 25 avril 1960 lors de la conférence d'Abidjan à la création de l'Organisation de coopération et de coordination pour la lutte contre les grandes endémies (dite OCCGE) dont sont membres la Côte d'Ivoire, le Dahomey (aujourd'hui Bénin), la Haute-Volta (aujourd'hui Burkina Faso), le Mali, la Mauritanie, le Niger, le Sénégal, le Togo et la France. Le siège est fixé à Bobo-Dioulasso et Pierre Richet en est nommé Secrétaire général,,. Ainsi il avait su convaincre les ministres de la santé des jeunes états de la nécessité de se doter d'une organisation supranationale pour une défense sanitaire commune. Cet exemple sera d'ailleurs suivi en 1963 par les États francophones d'Afrique centrale qui créeront l'Organisation de coordination et de coopération pour la lutte contre les grandes endémies en Afrique Centrale (OCEAC) et la confieront en la personne de René Labusquière au premier disciple de Pierre Richet.

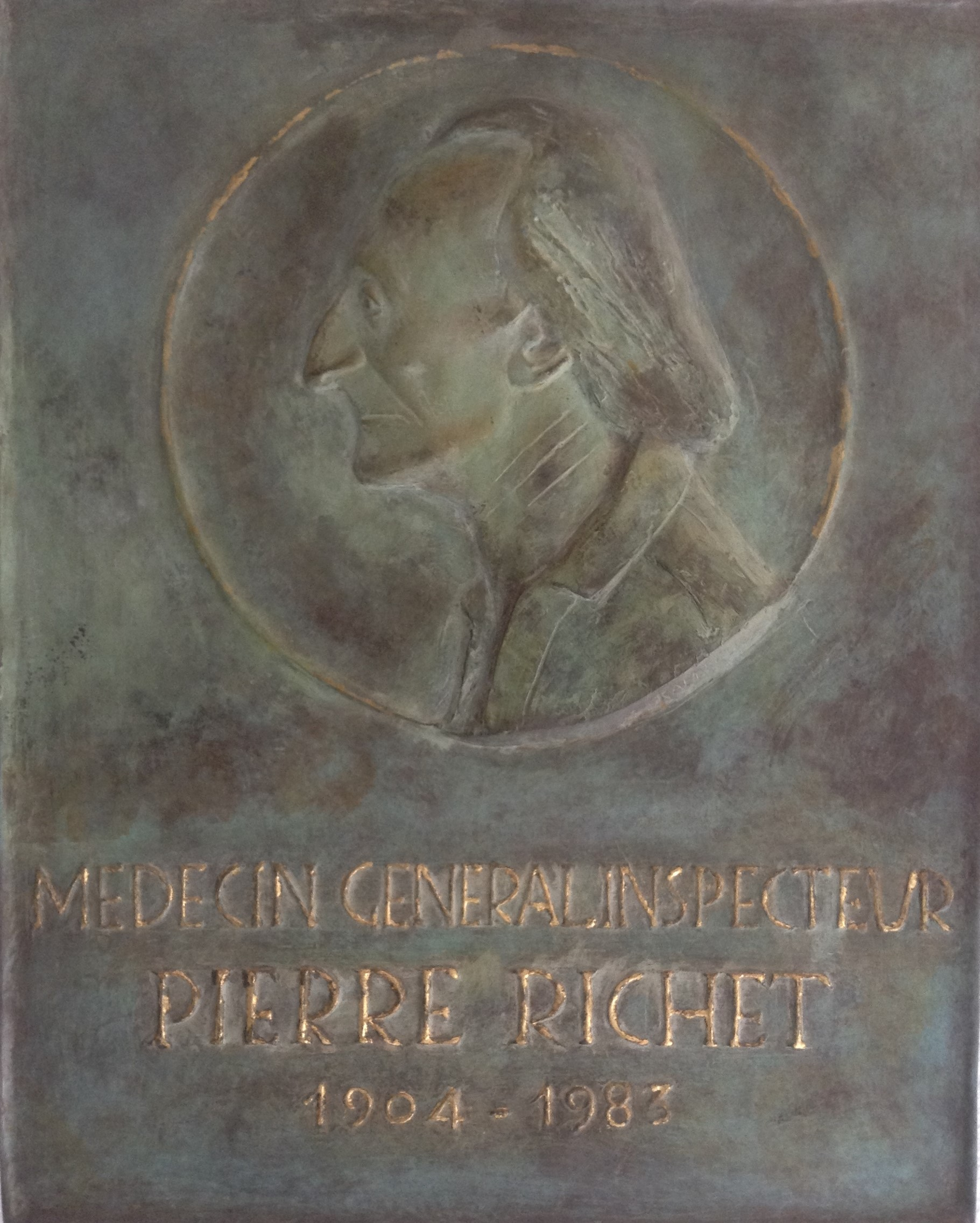
Médaillon ornant la salle d'honneur de l'IMTSSA

A l'OCCGE, Pierre Richet va coordonner l'action des 8 pays dans la lutte contre les fléaux endémiques ancestraux grâce à des moyens de plus en plus performants tant médicamenteux que vaccinaux et insecticides. Contre la lèpre par exemple, il organise une lutte efficace qui va permettre de dépister en quelques années 600.000 patients et de rendre la maladie inactive (on ne parle alors pas de guérison) chez les trois quarts d'entre eux, tout en fermant des léproseries au profit du traitement à domicile grâce au traitement par les équipes mobiles.
Pierre Richet créé et institutionnalise les conférences techniques annuelles de l'OCCGE, véritable creuset de la réflexion scientifique et programmatique et source de la coordination entre les États et les institutions partenaires. Et c'est la lutte contre l'onchocercose qui en deviendra l'archétype. En l'absence de médicament efficace contre le parasite (Onchocerca volvulus), que ce soit à son stade larvaire ou adulte, il ne pouvait être envisagé de campagne de traitement de masse. Il ne restait qu'à tenter d'interrompre la transmission du parasite en agissant contre son seul insecte vecteur en Afrique de l'Ouest, Simulium damnosum. L'expérience du Mayo-Kebbi avait démontrait qu'on ne pouvait s'attaquer au seul insecte adulte. Il ne restait donc que la lutte contre la larve de l'insecte ; larve qui se développe dans les eaux vives des rapides des fleuves africains. La lutte physique (destruction des plantes aquatiques) étant impossible, il ne restait que le recours à des insecticides spécifiques, dégradables et régulièrement remplacés, diffusés au rythme hebdomadaire sur des milliers de kilomètres carrés. Le projet pris corps à la conférence de Tunis en 1968, d'abord conçu comme Programme d'endiguement simulidien dans le bassin des Voltas de 1966 à 1974, puis Programme de lutte contre l'Onchocercose en Afrique de l'Ouest (OCP) de 1974 à 2002. Ce sont finalement 600.000 cas de cécité qui ont été évités dans 11 pays, environ 25 millions d'hectares agricoles rendus aux populations pouvant nourrir 17 millions d'habitants supplémentaires avec l'appui du Fonds européen de développement, de la Banque mondiale, de l'Organisation mondiale de la santé et de la Coopération française.
Pierre Richet ne voit pas la fin de l'aventure. Atteint par la limite d'âge il quitte le Service de santé des armées en 1966 mais poursuit son combat à son poste au sein de l'OCCGE jusqu'en 1970. S'ensuit une retraite très active entre Dakar et la France, en décembre 1981 à la conférence technique de Nouakchott il peut affirmer que l'onchocercose demeurera le triomphe de l'OCCGE. Il rédige encore le premier article de la monographie "L'OCCGE et l'Onchocercose" que l'OCCGE prépare pour 1984, dans lequel il laisse une sorte de testament. Il n'en verra pas la parution.

### La fin
Le 15 janvier 1983, après avoir regardé avec son ami Léon Lapeyssonnie le match Angleterre-France de rugby (15-19) il lui confie "Je rentre lundi à Bégin pour être opéré d'un cancer de l'œsophage. Je suis un centurion. Je suis prêt !". Il y meurt le 27 janvier et est enterré à Amou (Landes).

## Hommages et distinctions,

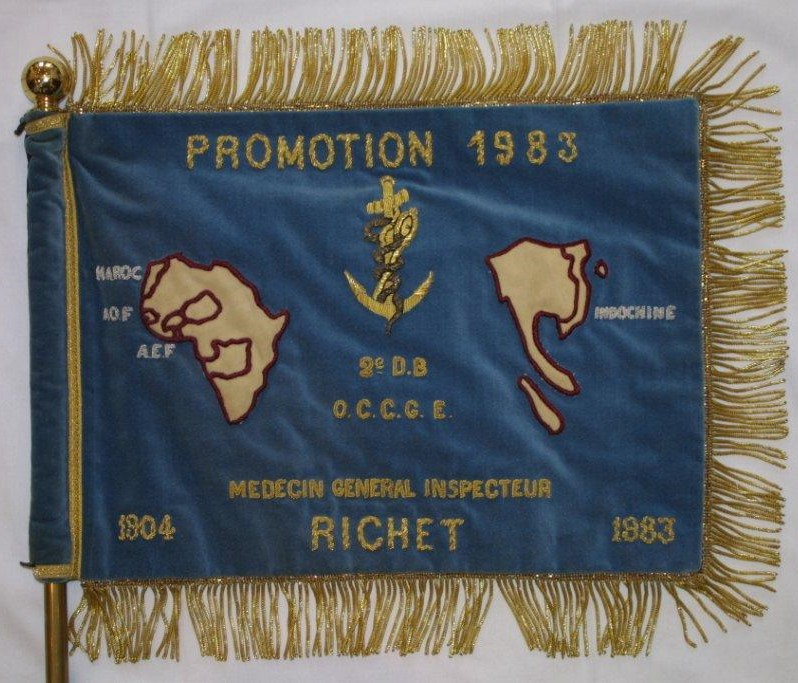
Fanion de la promotion 1983 de l'ESSA de Bordeaux

L'Institut de recherches sur la trypanosomiase et l'onchocercose (IRTO) créé au sein de l'OCCGE, à Bouaké (Côte d’Ivoire) en 1973, a été renommé Institut Pierre Richet en 1985. Il est à l'origine le résultat du transfert de l'unité d'entomologie du Centre Muraz (dont les entomologistes médicaux proviennent de l'ORSTOM (aujourd'hui IRD) et travaillent alors particulièrement sur les insectes vecteurs de la trypanosomiase et de l'onchocercose). En 2001, l’Institut Pierre Richet a été rétrocédé à la Côte d’Ivoire et est rattaché à l’Institut national de santé publique de ce pays.
La promotion 1983 de l'École du service de santé des armées de Bordeaux a été baptisée du nom du Médecin général inspecteur Pierre Richet, de même que la promotion 1984 de l'École du Pharo.
Un médaillon à l'effigie de Pierre Richet figure dans l’amphithéâtre de l’OCEAC à Yaoundé et une plaque commémorative a été inaugurée le 25 mai 1984 à l'École du Pharo à Marseille (aujourd'hui transférée au Centre d'épidémiologie et de santé publique des armées).

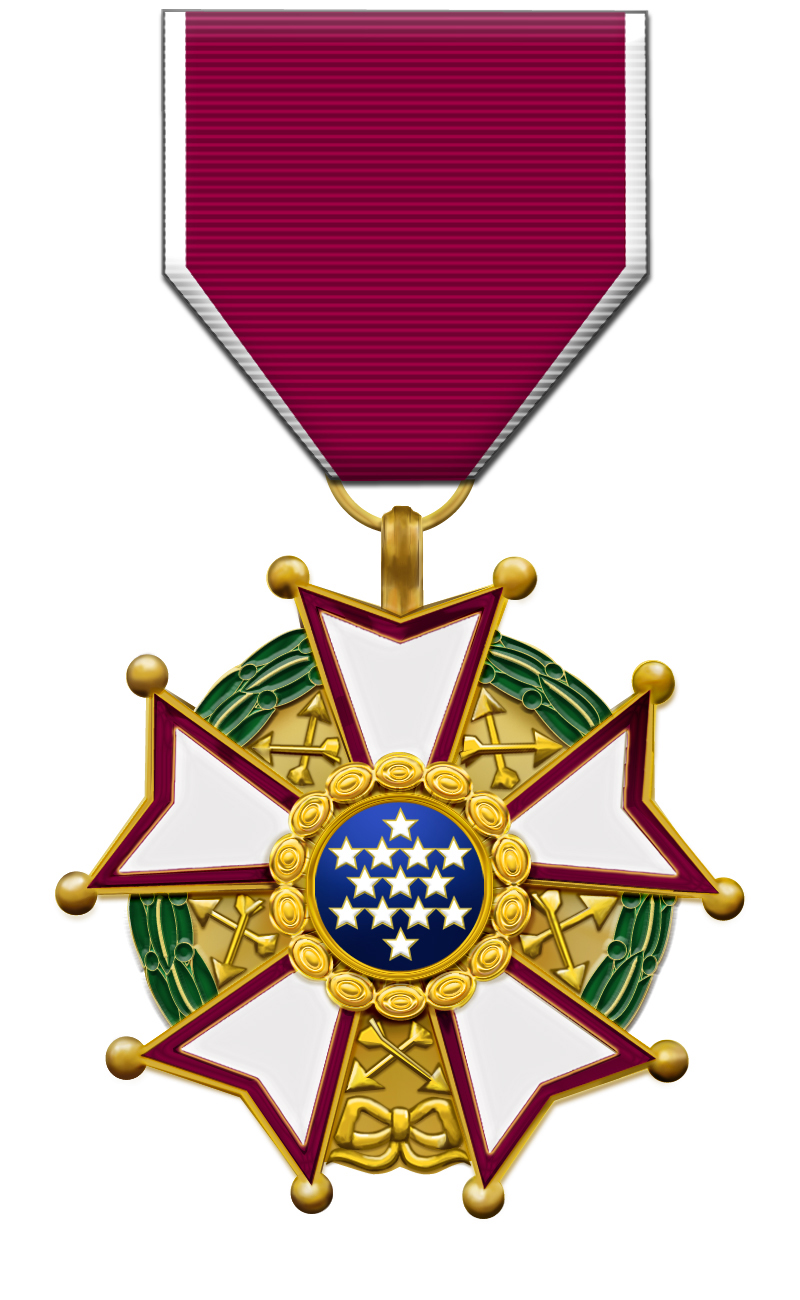
Croix de la Legion of Merit

Pierre Richet est  Grand officier de la Légion d'honneur,  Grand-croix de l'ordre national du Mérite, titulaire de 5 citations,  Croix de guerre 1939–1945 et   Croix de guerre des Théâtres d'opérations extérieurs, Légionnaire de la Legion of Merit (USA) et titulaire de nombreux Ordres d'États africains et asiatiques.